# Chú bé đánh giày
Chú bé đánh giày là một phim hoạt hình ngắn của tác giả Doãn Thành. Bộ phim đã đoạt giải cao nhất - Cánh diều Bạc - tại Liên hoan phim ngắn 2009.

## Nội dung

Chú bé đánh giày đơn độc sống giữa phố xá tấp nập

Có một chú bé đánh giày nhỏ xíu thường ngủ trong ống cống ở một công trường xây dựng.

Niềm vui nhận ổ bánh mì lúc đói

Chú bé còn bé lắm nhưng đã phải tự mình bươn trải kiếm sống. Mà tìm khách để đánh giày đâu có dễ dàng, nhiều khi bụng đói meo mà chú ta chẳng có gì để ăn cả. Có khi may mắn, kiếm được ít tiền nhờ vị khách sộp, chú lại bị những đứa trẻ lang thang lớn tuổi hơn trấn lột.
Thế nhưng, giữa bao khó khăn, chú lại nhận được những món quà đơn sơ mà xiết bao quý giá như ổ bánh mì nóng hổi. Và chính đứa bé nghèo đói, thiệt thòi này đã sẻ chia cái bánh mì cho một chú cún nhỏ đang đói lả như mình...

### Nhân vật
Nhân vật chú bé đánh giày của Doãn Thành được tạo hình rất ngộ nghĩnh và sáng tạo. Đó là một bé trai nhỏ lũn cũn, sống trong ống cống ở một công trường xây dựng, kiếm sống bằng công việc đánh giày cho khách. Một thân một mình giữa nơi phố xá nhộn nhịp, cậu bé ấy đã rất chật vật chỉ để làm dịu đi những cơn đói mỗi ngày. Đã có nhiều khó khăn xảy ra, thế nhưng trong trái tim nhỏ bé và đơn côi ấy, vẫn ấm áp tình yêu thương, sẵn sàng sẻ chia với chú Cún hoang tội nghiệp.

## Ê-kíp
- Đạo diễn: Doãn Thành
- Thiết kế mĩ thuật: Doãn Thành
- Âm nhạc: Nam Hoài (Mandylee), Doãn Thành
- Dựng phim: Nguyễn Thị Thư (Vampiror), Doãn Thành

## Sự kiện thú vị
Bộ phim là đề án tốt nghiệp năm 2007 của Doãn Thành khi đang là sinh viên trường Đại học Sân khấu - Điện ảnh Hà Nội.